# Le Drapeau blanc
Le Drapeau blanc (sous-titré Journal de la politique, de la littérature et des théâtres) est un journal français publié du 16 juin 1819 au 1er février 1827.

## Historique
Alphonse Martainville, vaudevilliste à succès et royaliste, rédacteur du Journal de Paris, de La Gazette de France et de La Quotidienne, décide en janvier 1819 de fonder sa propre feuille. Il s'agit au début d'une simple brochure périodique dans le but d'échapper à la censure. En juin 1819, la brochure devient un journal quotidien.
Le Drapeau blanc, journal totalement conservateur dont la devise est « Vive le roi !... quand même », s'avère dès le départ très virulent envers le ministère Decazes puis continue d'accuser le gouvernement sous Joseph de Villèle.
Félicité Robert de Lamennais en devient rédacteur en chef. Le journal s'oppose alors totalement au gouvernement Villèle et aux catholiques gallicans. Après la parution dans ses colonnes  de la Lettre au grand maître de l'Université (Mgr Frayssinous) qui attaque l'enseignement dans les établissements secondaires de l'État et qui sert aussi de prétexte à la revendication de l'indépendance de l'Église et de sa liberté, le 22 août 1823, s'ensuivent des procès retentissants. Lamennais doit finalement quitter le journal par obligation et se réfugie en Suisse puis à Rome. 
Martainville doit alors mettre son journal en société (janvier 1824) et il perd alors toute indépendance. Finalement devenue une feuille officielle de Villèle, les abonnés finissent par fuir le journal qui cesse de paraître en février 1827. 
Le 16 mai 1829, Martainville fonde Le Démocrate qui reprend le titre Le Drapeau blanc le 15 juillet mais qui ne survit pas à la mort de son fondateur. Le dernier numéro est daté du 26 juillet 1830. 
En 1913 reparaît un nouveau Drapeau Blanc (dirigé par Émile Para) se réclamant du premier, journal légitimiste ainsi qu'en 1936-1937, en 1956-1957 (ronéotypé) et de 1970 à 1973, tous datant leurs numéros de la date de fondation de l'original.

## Quelques auteurs
- Jean-Gabriel Dentu
- Louis-Léopold Boilly
- Joseph Pain
- Charles Nodier
- Henri d'Artois